# Polyplax
Polyplax – rodzaj wszy należący do rodziny Polyplacidae, pasożytujących na gryzoniach i powodujących chorobę zwaną wszawicą.
Gatunki należące do tego rodzaju nie posiadają oczu. Antena składa się z 5 segmentów z często występującym dymorfizmem płciowym. Przednia para nóg jest wyraźnie mniejsza i słabsza, zakończona słabym pazurem. Środkowa i tylna para nóg wyraźnie większa od przedniej pary. 
Polyplax stanowią rodzaj składający się obecnie z 78 gatunków:
- Polyplax abyssinica
- Polyplax acomydis (Kim and Emerson, 1970)
- Polyplax alaskensis (Ewing, 1927)
- Polyplax antennata (Smetana, 1960)
- Polyplax arvicanthis
- Polyplax asiatica
- Polyplax auricularis
- Polyplax biseriata
- Polyplax blanfordi (Mishra and Dhanda, 1972)
- Polyplax borealis (Ferris, 1933)
- Polyplax brachyrrhyncha
- Polyplax brachyuromyis (Kim and Emerson, 1974)
- Polyplax bullimae (Johnson, 1958)
- Polyplax bureschi (Touleshkov, 1957)
- Polyplax calomysci(Kim and Emerson, 1971)
- Polyplax caluri (Johnson, 1960)
- Polyplax cannomydis (Johnson, 1959)
- Polyplax chinensis
- Polyplax cummingsi
- Polyplax cutchicus (Mishra and Kaul, 1973)
- Polyplax dacnomydis (Chin, 1990)
- Polyplax dentaticornis (Ewing, 1935)
- Polyplax deomydis (Benoit, 1965)
- Polyplax dolichura (Johnson, 1962)
- Polyplax ellobii (Sosnina, 1955)
- Polyplax eropepli (Ewing, 1935)
- Polyplax expressa (Johnson, 1964)
- Polyplax gerbilli
- Polyplax gracilis
- Polyplax grammomydis (Werneck, 1953)
- Polyplax guatemalensis (Durden and Eckerlin, 2001)
- Polyplax hannswrangeli
- Polyplax hoogstraali (Johnson, 1960)
- Polyplax hopkinsi (Paterson and Thompson, 1953)
- Polyplax humae (Khan and Khan, 1985)
- Polyplax hurrianicus (Mishra, 1981)
- Polyplax indica (Mishra and Kulkami, 1974)
- Polyplax insulsa
- Polyplax jonesi
- Polyplax kaiseri (Johnson, 1960)
- Polyplax kondana (Mishra, 1981)
- Polyplax melasmothrixi (Durden and Musser, 1992)
- Polyplax meridionalis (Johnson, 1962)
- Polyplax myotomydis (Johnson, 1960)
- Polyplax nesomydis (Paulian, 1961)
- Polyplax opimi (Sosnina, 1979)
- Polyplax otomydis
- Polyplax oxyrrhyncha
- Polyplax paradoxa (Johnson, 1960)
- Polyplax parataterae (Kim and Emerson, 1973)
- Polyplax phloemydis (Cuy, 1982)
- Polyplax phthisica
- Polyplax plesia (Johnson, 1960)
- Polyplax praecisa
- Polyplax praomydis (Bedford, 1929)
- Polyplax pricei (Kim, 1968)
- Polyplax qiuae (Chin, 1993)
- Polyplax reclinata
- Polyplax rhizomydis (Johnson, 1972)
- Polyplax roseinnesi (Paterson and Thompson, 1953)
- Polyplax serrata
- Polyplax sindensis (Shafi, Samad and Rehana, 1984)
- Polyplax smallwoodae (Johnson, 1960)
- Polyplax solivaga (Johnson, 1962)
- Polyplax spinigera
- Polyplax spinulosa
- Polyplax steatomydis (Pajot, 1967)
- Polyplax stephensi
- Polyplax subtaterae (Bedford, 1936)
- Polyplax tarsomydis (Ewing, 1935)
- Polyplax taterae
- Polyplax thamnomydis (Pajot, 1966)
- Polyplax vacillata (Johnson, 1960)
- Polyplax vicina (Blagoveshtchensky, 1972)
- Polyplax visenda (Blagoveshtchensky, 1972)
- Polyplax wallacei (Durden, 1987)
- Polyplax waterstoni
- Polyplax werneri